# Atrichobrunettia spinata
Atrichobrunettia spinata är en tvåvingeart som beskrevs av Freddy Bravo 2006. Atrichobrunettia spinata ingår i släktet Atrichobrunettia och familjen fjärilsmyggor. Inga underarter finns listade i Catalogue of Life.